# Guillaume V de Castelnou

Guillaume V de Castelnou est un noble catalan du XIIIe siècle.

## Biographie
Fils héritier de Jaspert III de Castelnou de son épouse Saurina, il fut vicomte de Castelnou de 1195 à 1246. Maître d'une importante seigneurie au nord des Pyrénées, il eut des démêlés avec son seigneur, Nuno Sanche de Roussillon, mais sut renouer des relations avec le roi Jacques Ier d'Aragon. Il épousa Ramona de Creixell, héritière d'un ample patrimoine au sud des Pyrénées, avec laquelle il eut au moins six enfants : 
- Jaspert IV, vicomte de Castelnou (mort en 1268), époux d'Ève de Fenouillet ;
- Guillaume VI, vicomte de Castelnou (mort en 1284), époux d'Ève du Vernet, dame de Céret et du Vernet ;
- Saurina, épouse de Bérenger de Botonach ;
- Pierre, évêque de Gérone (mort en 1279) ;
- Arnaud, maître du Temple en Catalogne et en Aragon ;
- Dalmau Ier, seigneur de Montferrer, époux d'Estelle Paüc.